# Диплес
Диплес или типлес (греч. Δίπλες) — греческий десерт родом из Пелопоннеса, сделанный из тонкого листового теста. Напоминает хворост или украинские вергуны, за исключением того, что диплесы не подают в сухом виде, а обмакивают в сироп или мёд. Диплесы часто подают на свадьбах и новогодних праздниках.

## Приготовление
Для теста используют муку или манную крупу, замешивают его с добавлением яйца и сока апельсина. Тесто раскатывают в длинные тонкие полоски, обжаривают и складывают в горячем масле, а затем обмакивают в сахарный или медовый сироп. Диплесы могут быть разной формы, наиболее распространёнными из которых являются галстуки-бабочки, бантики и спирали.
Другой способ приготовления использует железную форму, смоченную в специальном кляре для диплесов. Их обжаривают в растительном масле до тех пор, пока диплесы не отделятся от формы. Затем поливают сверху сиропом и посыпают измельчёнными грецкими орехами и корицей.